# Острова (пьеса)
«Острова» — древнегреческая комедия, которую приписывали драматургу Аристофану. Однако уже в античную эпоху это авторство начали оспаривать. Текст пьесы практически полностью утрачен, сохранился только ряд коротких фрагментов, процитированных более поздними античными и средневековыми авторами (фрг. 76—84). В частности, Стобей приводит один из фрагментов в разделе «О мире» своей «Антологии».
Персонажами комедии были разные острова, входившие в состав Афинского морского союза; предположительно они составляли хор.